# Disperis pusilla
Disperis pusilla är en orkidéart som beskrevs av Bernard Verdcourt. Disperis pusilla ingår i släktet Disperis och familjen orkidéer. Inga underarter finns listade i Catalogue of Life.